# Abdel Kader Bajamal
Abdel Kader Bajamal (arabe : عبد القادر باجمال), né le 18 février 1946 à Say'un et mort le 7 septembre 2020 à Dubaï (Émirats arabes unis), est un homme d'État yéménite.

## Biographie
Né à Say'un, dans le Hadramaout, il obtient un bachelor en commerce à l'université du Caire en 1974. Il devient ensuite membre du Parti socialiste yéménite.
Ministre des Affaires étrangères de 1998 à 2001 puis Premier ministre du Yémen du 31 mars 2001 jusqu'au 7 avril 2007. Il est membre du Congrès général du peuple dont il était le secrétaire général à partir de décembre 2005 et a été nommé Premier ministre par le président Ali Abdullah Saleh. Il a par ailleurs été de 1980 à 1985 au Sud, ministre de l'Industrie, puis ministre de l'Énergie et des Mines de 1985 à 1990 puis vice-Premier ministre de 1994 à 1997 et de 1998 à 2001 et ministre du Plan et du Développement de 1994 à 1998.
Après être entré en dissidence contre le régime du président Saleh, qui lui reproche sa volonté d'effectuer des réformes politiques et économiques, il est victime d'une tentative d'assassinat le 26 avril 2008 à Singapour, il est dès lors dans le coma jusqu'à sa mort le 7 septembre 2020 à Dubaï.